# 西田俊英
西田 俊英（にしだ しゅんえい、1953年（昭和28年）4月20日 - ）は、日本画家、日本美術院同人、理事、日本芸術院会員、武蔵野美術大学日本画学科教授、広島市立大学名誉教授。

## 略歴
三重県伊勢市出身。高校生で中部春陽会賞受賞、その後油彩画から日本画に転向。1977年武蔵野美術大学日本画卒業。在学中、院展に初入選し、奥村土牛、塩出英雄に師事。1988年に日本美術院同人となり、現在は日本美術院同人、理事、日本芸術院会員、広島市立大学名誉教授、武蔵野美術大学日本画科教授。
花鳥画、風景画、人物画等様々なジャンルの作品を描き、いずれも叙情性に富んだ繊細な作品を発表している。

## 活動
1983年山種美術館賞展「華曼」で優秀賞受賞、1984年東京セントラル美術館日本画大賞展「聖牛」で大賞受賞、1990年両洋の眼・現代の絵画展「朝」で推奨受賞、1993年文化庁在外研修員として一年間インドで研究する。1995年院展出品作「プシュカールの老人」で日本美術院賞大観賞及び足立美術館賞受賞、1996年院展出品作「寂光」で天心記念茨城賞受賞、1997年院展出品作「カルロス」で日本美術院賞大観賞受賞、及び平成9年度文化庁買上優秀美術作品に選出される。1998年日本美術院同人推挙 、2002年個展～祈り～、2002年院展出品作「キング」で文部科学大臣賞受賞 、2003年今井美術館にて回顧展～いのちの讃歌～2004年、個展～静かなる刻～（西武アートフォーラム他） 2005年院展出品作「きさらぎの月」で内閣総理大臣賞受賞、個展～光の中で～、～ノスタルジー～開催。2006年郷さくら美術館の開館記念展にて個展、2007年院展出品作「吉備の鶴」で二回目の足立美術館賞を受賞した。2008年個展〜旅の途中〜、2009年個展〜余白の月〜、〜心の庭〜、2011年個展〜天と地と星と〜、この個展の出品作「飄々海々」で翌年、第18回MOA岡田茂吉賞展大賞を受賞した。2012年個展〜翼の海〜、2014年春の院展出品作ボルゾイ犬を描いた「観」で第10回春の足立美術館賞受賞、2015年個展〜いのちの景色〜、2016年個展〜自然に抱かれて〜、横浜そごう美術館にて回顧展〜忘るるなゆめ〜を開催した。2017年院展出品作、屋久島の森から構想を得た「森の住人」で日本芸術院賞を受賞し、同年日本芸術院会員となる。個展〜青い大地〜（GINZA SIX他）

## 人物
- 1995年に文化庁在外研修員として滞在したインドで、インドミニアチュール絵画の研究とインド各地での取材が大きな転機になり、帰国後はインドを題材にした作品を発表した。インドの老人を描いた「プシュカールの老人」で日本美術院賞を受賞してからは、多くの人物画の作品を発表し、また、叙情性のあるヨーロッパの風景等も多く描いている。
- 日本美術院同人になってからは、次第に日本の古典をふまえながらも、湿潤な日本の風土を描いた風景画や現代的な新感覚の花鳥画に挑戦し、インドの聖牛やボルゾイ犬等、様々な動物の美しい魂の輝きの一瞬を愛情深く捉えた作品も多い。

## 主な受賞歴
- 山種美術館賞展優秀賞受賞 (1983)
- 東京セントラル美術館日本画大賞展大賞受賞 (1984)
- 両洋の眼・現代の絵画展推奨受賞 (1990)
- 春の院展奨励賞受賞 (1995,1996)
- 院展日本美術院賞大観賞受賞 (1995、1997)
- 足立美術館賞受賞 (1995,2007)
- 院展奨励賞受賞 (1996)
- 天心記念茨城賞受賞 (1996)
- 日本美術院奨学金賞受賞 (1996)
- 院展文部科学大臣賞受賞 (2002)
- 院展内閣総理大臣賞受賞 (2005)
- MOA岡田茂吉賞展大賞受賞（2012)
- 春の院展足立美術館賞受賞(2014)
- 日本芸術院賞（2017）

## 出演
- 日曜美術館「“描く”という祈り 日本画家・西田俊英」（2023年10月29日、NHK Eテレ）[1]